# Литовченко, Вячеслав Валерьевич
Литовченко Вячеслав Валерьевич (род. 7 января 1990, РСФСР) — российский хоккеист, нападающий.

## Карьера
Воспитанник хабаровского хоккея. С 2005 года играл за «Амур-2». C сезона 2008/09 игрок «Амура». После основания Молодёжной хоккейной лиги дебютировал и в составе «Амурских тигров», набрав за дебютный сезон 2010/11 в 34 играх 40 (12+28) очков. В следующем сезоне набрал 32 (11+21) очка в 33 матчах.
4 мая 2018 года, спустя десять сезонов, проведённых в «Амуре», подписал контракт с «Автомобилистом». За хабаровскую команду провёл 317 матчей, забил 33 шайбы и отдал 40 передач.
В общей сложности (за «Амур», «Автомобилист» и «Сибирь») провел в КХЛ 554 матча регулярного сезона, набрав 128 (57+71) результативных баллов. В розыгрыше Кубка Гагарина в его активе 9 (6+3) очков в 31 матче.
В сезоне-2024/25 выступал за «Хумо» из Ташкента в чемпионате Казахстана. В его активе 29 (13+16) очков в 34 матчах регулярного чемпионата. В плей-офф форвард сыграл 12 встреч и набрал 9 (3+6) результативных баллов.
В начале августа 2025 года стал хоккеистом минской «Юности».